# Desafío Lunar Lander

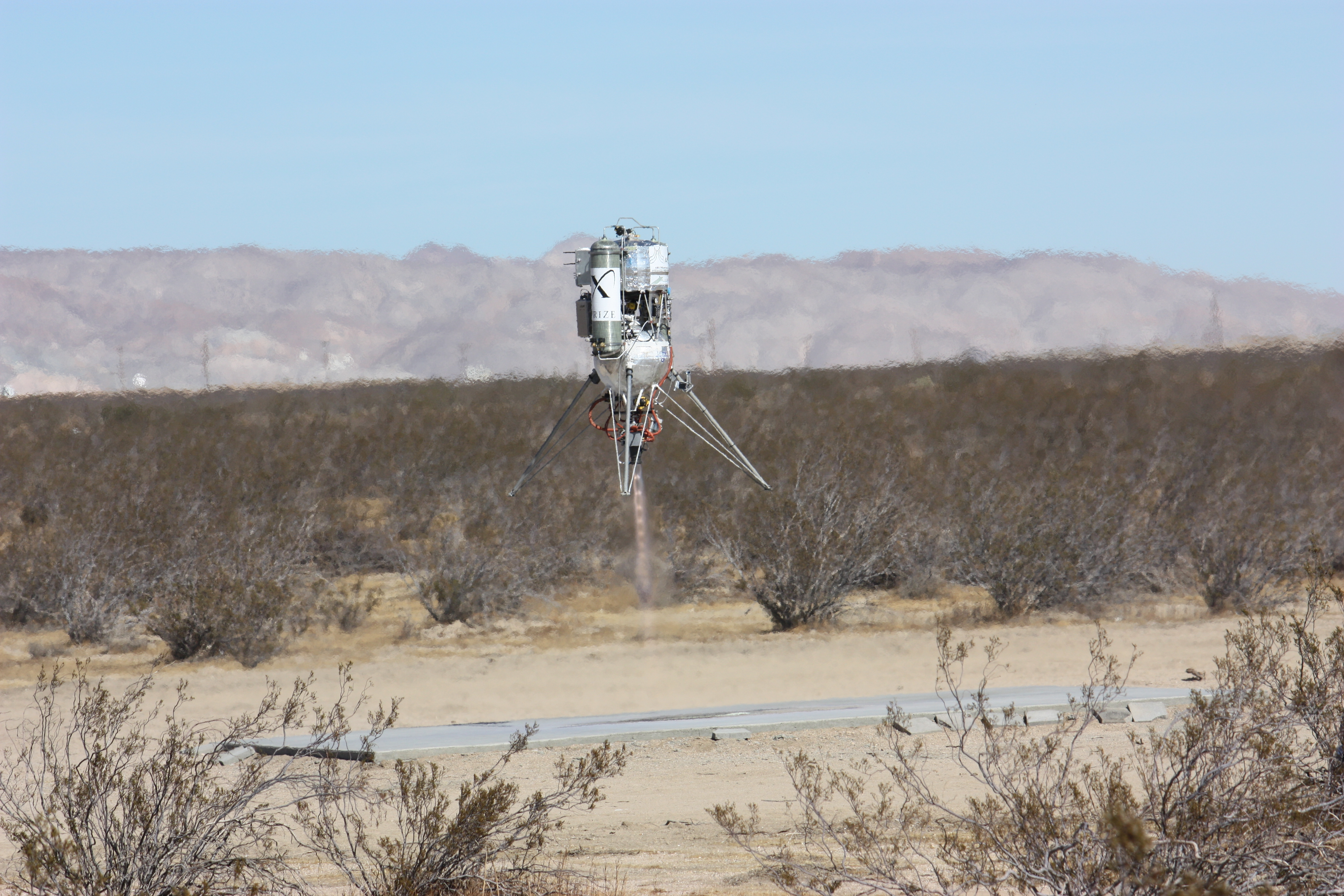
Masten Space Systems "Xoie" en el Nivel 2 competición-aterrizaje ganador del 30 de octubre de 2009

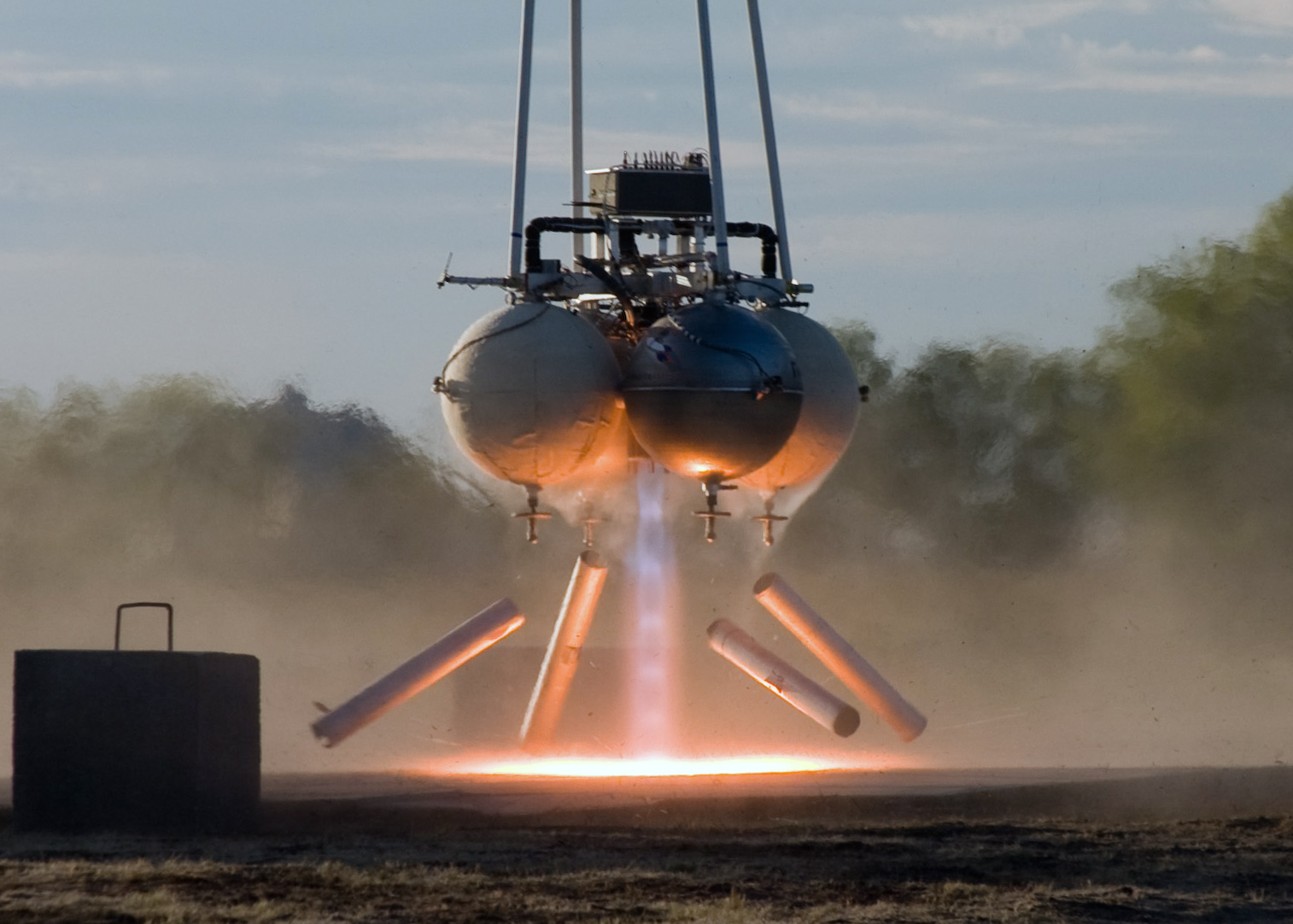
Armadillo Aeroespace "Píxel" en vuelos de prueba antes de la competición de 2006

El Northrop Grumman Lunar Lander Challenge (NG-LLC) fue una competición financiada por el programa Centennial Challenges por la NASA. La competición ofrecía una serie de premios a los equipos que lanzaran un cohete despegue vertical/aterrizaje vertical (VTVL) que lograra el delta-v necesario para que un vehículo se desplazara entre la superficie de la Luna y su órbita. La competición de varios niveles fue dirigida por la Fundación X-PRIZE, con el patrocinio de la empresa Northrop Grumman, que dirigió la competición en curso. Los premios fueron pagados por la NASA. Se celebró anualmente en la X PRIZE Cup, debutando en laWirefly X PRIZE en octubre de 2006, hasta 2009, cuándo la bolsa de premios se concedió a Masten Space Systems y Armadillo Aeroespace.

## Reglas de competición
La competición se divide en dos niveles. Ambos niveles requieren que los equipos demuestren el control de su vehículo volando a una altitud de más de 50 metros (160 pies), volando lateralmente durante 100 metros (330 pies), y aterrizando en una plataforma. Para el nivel 1, esta plataforma es un simple círculo de 10 metros de diámetro; para el nivel 2, es una superficie lunar simulada,  con cráteres y rocas. Una vez completado este primer vuelo, el vehículo entonces puede repostar, y debe realizar un segundo tramo de vuelta al punto de partida original. Cada vuelo debe cumplir con un tiempo de vuelo mínimo requerido de 90 segundos para nivel 1 y 180 segundos para nivel 2. Cada nivel, los dos vuelos, junto con cualquier preparación necesaria, deben realizarse en un corto periodo de tiempo de 150 minutos. Cada nivel ofrecía un premio para el primer y segundo puesto. El nivel 1 otorgaba una bolsa de premios para el primer puesto de 350.000 dólares y una bolsa de 150.000 dólares para el segundo. El nivel 2, más difícil, otorgaba un premio para el primer puesto de 1 millón de dólares y otro de 500.000 dólares para el segundo.

## 2006
2006 fue el primer año de la competición. Se anunció el 5 de mayo de 2006,  lo que dio a los equipos sólo unos meses para prepararse para la competición de finales de octubre. A pesar de que cuatro equipos se inscribieron oficialmente en la competición, sólo uno pudo recibir el permiso necesario del FAA antes del evento. Armadillo Aeroespace llegó al evento de 2006, celebrado en el Aeropuerto Internacional de Las Cruces en Nuevo México, con dos vehículos a juego, llamados Píxel y Texel. En los tres casos, los aterrizajes difíciles les dejaron sin cumplir los requisitos de la misión: en dos ocasiones, los aterrizajes bruscos provocaron daños en el vehículo; en una tercera, el vehículo no consiguió aterrizar completamente en la plataforma de destino. El equipo Armadillo se quedó sin premio, pero aun así hizo historia al realizar el primer vuelo con éxito de un vehículo privado de esta clase, así como el primer vuelo con el nuevo Permiso Experimental de la FAA.

## 2007
El desafío Lunar Lander de 2007 tuvo lugar el 27 y 28 de octubre en el Base de la Fuerza Aérea de Holloman en Nuevo México. Micro-Espace, uno de los equipos inscritos en 2007, tuvo que retirarse de la competición tras faltar a una reunión obligatoria. El único equipo que compitió fue de nuevo Armadillo Aeroespace. Armadillo presentó su vehículo MOD para el nivel 1. Intentaron seis vuelos, pero nunca completaron el perfil completo. Un vuelo realizado el 27 de octubre terminó con el vehículo estrellado en el vuelo de regreso. Su último intento de vuelo, el 28 de octubre, provocó un incendio en la plataforma de lanzamiento. El jefe de equipo, John Carmack expresó su decepción, diciendo que "hoy es oficialmente un día malo en lo que respecta a nuestro vehículo."

## 2008
El desafío Lunar Lander 2008 tuvo lugar los días 24 y 25 de octubre, en el Aeropuerto Internacional de Las Cruces. Dos equipos compitieron. Dado que la X PRIZE Cup se canceló en 2008, el desafío Lunar Lander se celebró por separado y sólo estuvo abierto a los miembros de la prensa. Sin embargo, se retransmitió en directo por la web oficial del evento, SpaceVidcast.
Los únicos equipos que volaron fueron Armadillo Aeroespace y TrueZer0. Ambos recibieron exenciones de la FAA para volar cohetes experimentales.
TrueZer0 intentó el nivel 1, logró el vuelo estacionario, pero perdió el control de balanceo y fue abortado y se estrelló.
Armadillo tuvo un primer intento fallido en el nivel 1, y aterrizó antes de tiempo debido a un empuje inadecuado. En su segundo intento completaron la primera etapa, pero la segunda se vio interrumpida por el cierre de la ventana de vuelo por parte de la FAA. La segunda etapa se realizó por la tarde, y pudieron llevarse el premio máximo del nivel 1, de 350.000 dólares.
Armadillo hizo un intento por el premio de nivel 2 el 25 de octubre, pero tuvo un fallo en la válvula de combustible, se quemó la tobera del motor y el vehículo rodó en el despegue. Decidieron no hacer otro intento.

## 2009

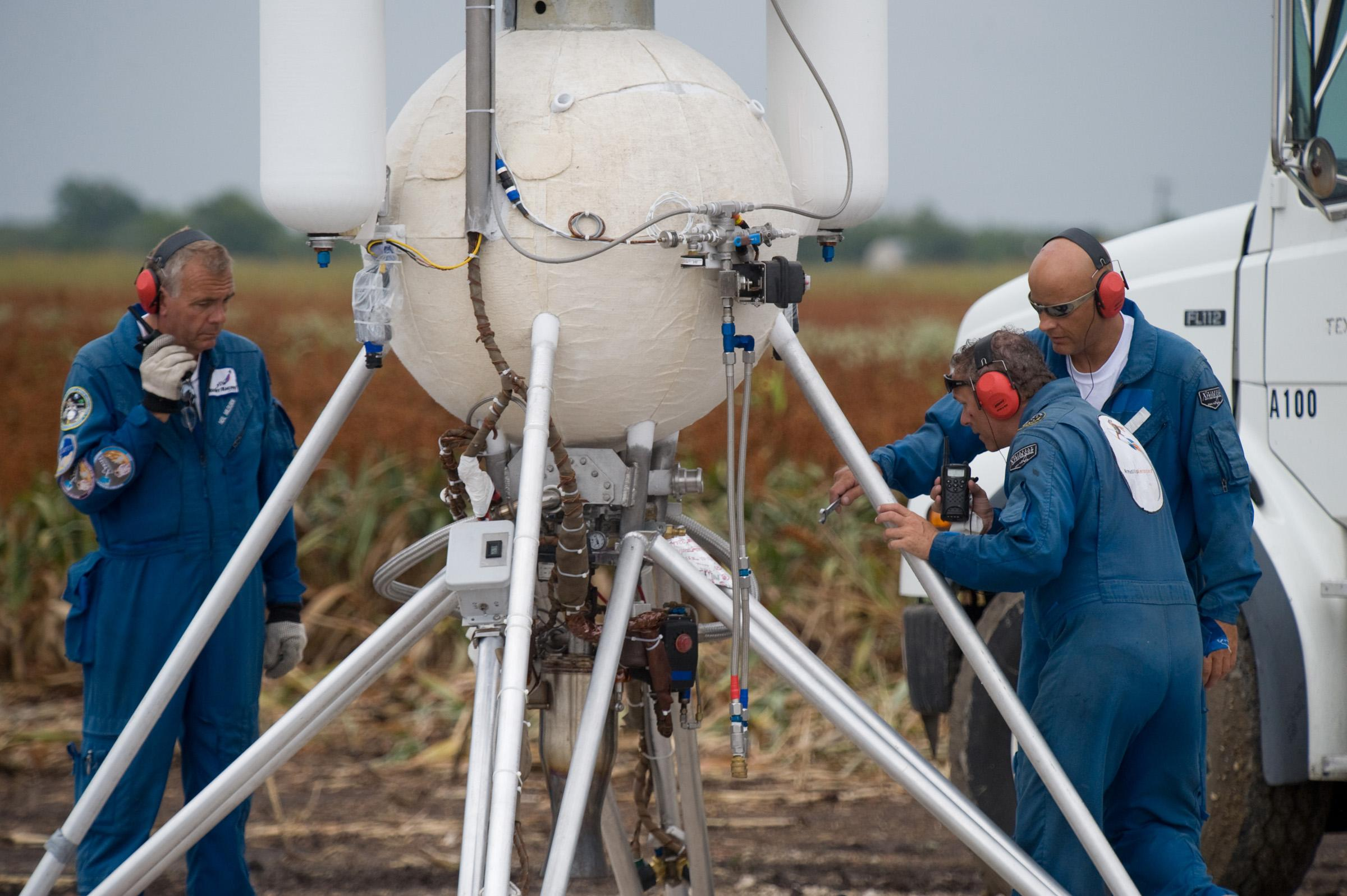
Técnicos de Armadillo Aerospace en la plataforma de lanzamiento realizando una inspección del vehículo.

El método de competir en el desafío Lunar Lander se modificó para la temporada de 2009 para permitir que los equipos compitan desde diferentes lugares, en lugar de hacerlo en una única sede, como se hacía en temporadas anteriores. En su lugar, los jueces se desplazaron a un lugar cercano a la base de los aspirantes. Los intentos de competición del premio se intentaron en el transcurso de varios días durante la temporada del LLC, del 20 de julio al 31 de octubre.
El desafío Lunar Lander concluyó esta temporada con los siguientes vuelos y resultados:
- Armadillo Aeroespace realizó su intento para la bolsa de Nivel 2 desde Caddo Mills, Texas, el 12 y 13 de septiembre, y se clasificó con éxito para el premio de Nivel 2.[10]  Los jueces dictaminaron más tarde que la precisión de este vuelo era el segundo lugar para el Nivel 2.[11]
- Masten Space Systems intentó ganar el segundo premio del Nivel 1  los días 15 y 16 de septiembre, pero abortó tras el primer vuelo. Volaron con éxito los dos tramos (Nivel 1) el 7 de octubre desde el Mojave Air & Space Port. Los jueces dictaminaron más tarde que la precisión de este vuelo era el segundo lugar para el Nivel 1.[11]
- BonNovA anunció que tenía la intención de intentar reclamar el premio de nivel 1 en Cantil, California, los días 26 y 27 de octubre, pero lo canceló el fin de semana anterior a la fecha prevista.[12][13]
- Masten Space Systems intentó los vuelos de Nivel 2 del 28 al 30 de octubre desde Mojave.  Tras problemas con el ordenador que abortó el lanzamiento, un incendio tras un intento y reparaciones durante la noche, el cohete "Xoie" voló las dos etapas y se clasificó para el Nivel 2.   Los jueces dictaminaron más tarde que la precisión de este vuelo era el primer puesto del Nivel 2, y concedieron el premio de 1.000.000 de dólares del Nivel 2 a Masten.[11][14]
- Unreasonable Rocket (Paul Raza, equipo de padre e hijo) intentó reclamar premios en ambos niveles de competición desde Cantil, California, del 30 de octubre al 1 de noviembre, y realizó un vuelo de pad a pad de 84 segundos en la competición de nivel 1, pero no completó con éxito ninguno de los dos niveles.[10]

## Lista de competidores
- Armadillo Aeroespace
- BonNova
- Paragon Laboratorios, ahora www.paragonspace.com
- Equipo Phoenicia
- TrueZer0
- Unreasonable Rocket
- Masten Space Systems
- SpeedUp

## Ganadores

### Nivel 1
- Primer premio: Armadillo Aeroespace el 24 de octubre de 2008[8]
- Segundo premio: Masten Space Systems el 7 de octubre de 2009

### Nivel 2
- Primer premio: Masten Sistemas Espaciales el 30 de octubre de 2009
- Segundo premio: Armadillo Aeroespace el 12 de septiembre de 2009